# Smeli (1975)
Smeli, wcześniej Dielfin – bułgarska lekka fregata radzieckiego projektu 1159 (w kodzie NATO: Koni), z końcowego okresu zimnej wojny. Początkowo służyła od 1975 roku w marynarce ZSRR pod nazwą „Dielfin” (Дельфин). W 1990 roku weszła w skład Marynarki Wojennej Bułgarii pod nazwą „Smeli” (Смели), jako jej okręt flagowy, z numerem burtowym 11.

## Budowa
Radziecka fregata „Dielfin” była prototypem lekkich fregat projektu 1159 (w kodzie NATO: Koni), budowanych od lat 70. XX wieku w ZSRR specjalnie na eksport dla zaprzyjaźnionych państw. W ZSRR były one klasyfikowane jako dozorowce (storożewoj korabl, SKR). Projekt opracowało biuro projektowe stoczni nr 340 im. Gorkiego w Zielenodolsku, która budowała wszystkie okręty. Pierwszym z nich był „Dielfin”, przeznaczony dla marynarki ZSRR, ale tylko w roli okrętu pokazowego dla zainteresowanych państw oraz służącego do przeszkalania zagranicznych załóg kolejnych okrętów.
Stępkę pod budowę okrętu położono 21 kwietnia 1973 roku w Zielenodolsku, pod numerem stoczniowym 201, a kadłub wodowano 19 lipca 1975 roku. Wcielono go do służby w marynarce ZSRR 31 grudnia 1975 roku i przypisano do Floty Czarnomorskiej.

## Opis

### Skrócony opis ogólny
Okręt miał kadłub gładkopokładowy, stalowy, z nadbudówką na śródokręciu ze stopów lekkich. Na pokładzie dziobowym i rufowym umieszczone były pojedyncze wieże artylerii uniwersalnej, a na pokładówce przed rufową wieżą, wysuwana wyrzutnia rakiet przeciwlotniczych Osa-M. Wyporność standardowa wynosiła 1520 ton, a pełna 1673 tony. Długość wynosiła 96,51 m, szerokość 12,56 m, a zanurzenie maksymalne 5,47 m.
Załoga liczyła 108 osób, a według innych źródeł 110 osób lub 113 osób.
Siłownia była w układzie CODAG i składała się z dwóch marszowych silników wysokoprężnych 68W o mocy łącznej 16 000 KM, napędzających dwie śruby, oraz turbiny gazowej mocy szczytowej M-8G o mocy 20 000 KM, napędzającej środkową śrubę. Napęd pozwalał na osiągnięcie prędkości maksymalnej 29 węzłów oraz zasięgu 4000 mil morskich przy prędkości ekonomicznej 14 w lub 1900 Mm przy prędkości maksymalnej.

### Uzbrojenie i wyposażenie
Główne uzbrojenie artyleryjskie stanowiły cztery armaty uniwersalne kalibru 76 mm w dwóch dwudziałowych wieżach AK-726, z zapasem 1200 nabojów. Ich ogniem kierował radar artyleryjski MR-105 Turiel. Uzbrojenie artyleryjskie uzupełniały cztery działka przeciwlotnicze kalibru 30 mm w dwóch dwudziałowych wieżach AK-230, sprzężone z radarem kierowania ogniem MR-104 Ryś. Uzbrojenie rakietowe stanowiła dwuprowadnicowa chowana wyrzutnia ZIF-122 dla rakiet przeciwlotniczych bliskiego zasięgu systemu Osa-M, z zapasem 20 pocisków 9M33.
Do zwalczania okrętów podwodnych służyły dwie dwunastoprowadnicowe wyrzutnie rakietowych bomb głębinowych RBU-6000 Smiercz-2, z zapasem 120 bomb RGB-60. Uzupełniały je dwie zrzutnie dla 12 bomb głębinowych B-1. Okręt mógł zabrać 14 min na torach minowych.
Wyposażenie radiolokacyjne, oprócz systemów kierowania ogniem, stanowiła stacja radiolokacyjna dozoru ogólnego MR-302 i stacja wyszukiwania celów Fut-N. Ponadto okręt miał radar nawigacyjny Don-2. Do wykrywania okrętów podwodnych służyła stacja hydrolokacyjna MG-311 Wyczerga. Okręt miał też wyposażenie walki radioelektronicznej w postaci stację rozpoznawczej Bizań-4B. Do walki elektronicznej służyły nadto dwie szesnastoprowadnicowe wyrzutnie celów pozornych PK-16.

## Służba

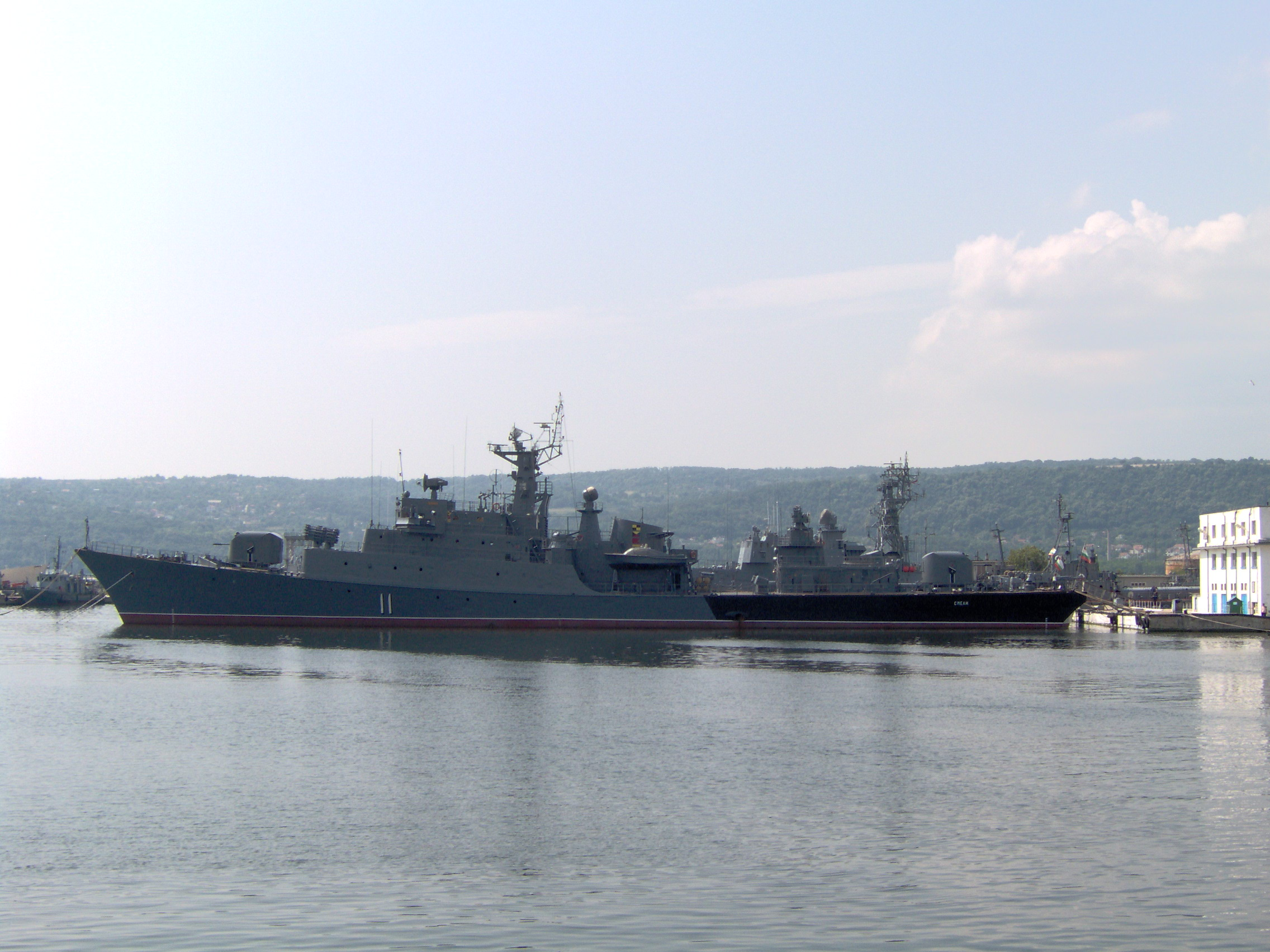
„Smeli” w 2006 w Warnie

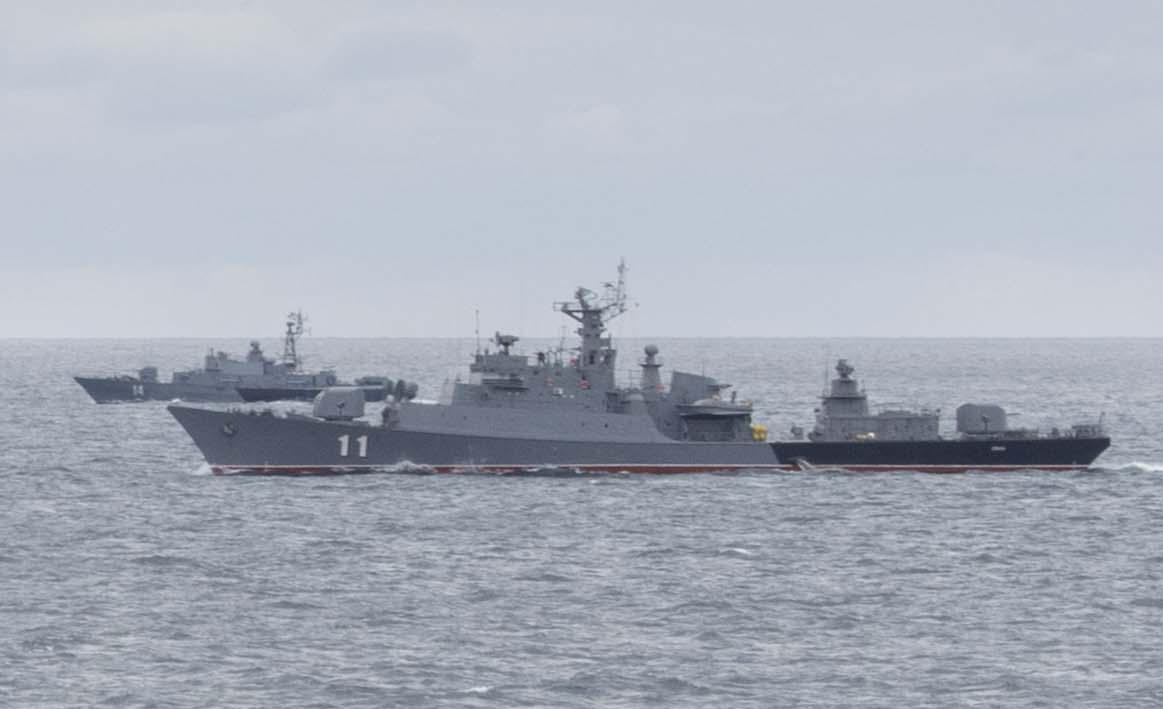
„Smeli” i „Bodri” podczas ćwiczeń z Marynarką USA w 2020

„Dielfin” służył we Flocie Czarnomorskiej ZSRR, służąc do przeszkalania zagranicznych załóg kolejnych okrętów tego typu, począwszy od trzech fregat nabytych przez NRD. Nosił zmienne numery burtowe: 690 (1976 rok), 696, 849 (1978 rok), 693 (1982 rok), 821 (1985 rok), 805 (1986 rok).
22 grudnia 1989 roku okręt został sprzedany Bułgarii z uwagi na zakończenie programu eksportowego. W lutym 1990 roku okręt został wcielony do bułgarskiej służby. Otrzymał nazwę „Smeli”, noszoną wcześniej m.in. przez fregatę proj. 50, oraz stały numer burtowy 11. Klasyfikowany był jako dozorowiec (strażewi korab, стражеви кораб). Wszedł w skład 1 Dywizjonu Okrętów Patrolowych w Warnie, a zarazem został okrętem flagowym marynarki Bułgarii, jako jej najsilniejszy okręt nawodny.
Na początku lat 90. XX wieku „Smeli” był mało intensywnie wykorzystywany z uwagi na kryzys finansowy i braki środków na części zamienne i paliwo. Bardziej aktywnie był używany do reprezentowania marynarki bułgarskiej po ograniczonej modernizacji w 1995 roku, kiedy zamontowano system łączności satelitarnej Iceberg. Brał od tego czasu udział w ćwiczeniach NATO, jeszcze przed przystąpieniem Bułgarii do sojuszu. Brał także udział w siedmiu rejsach ćwiczebnych międzynarodowego zespołu państw czarnomorskich BLACKSEAFOR począwszy od jego pierwszej edycji w 2001 roku, a następnie w latach 2006–2009 (w sierpniu w każdym z tych lat i w kwietniu 2008 i 2009 roku).
W kolejnych latach wziął udział m.in. w organizowanych w Konstancy przez Rumunię manewrach międzynarodowych Sea Shield w lipcu 2015 i lutym 2017 roku.